# Marceau Bay Gutter
Der Marceau Bay Gutter ist ein kleiner Bach an der Westküste von Dominica. Er verläuft im Parish St. John und mündet in der Marceau Bay ins Karibische Meer.

## Geographie
Der Marceau Bay Gutter entspringt im Gebiet südlich von Guava Estate, beziehungsweise Fourchette Estate (⊙). Er fließt an steilem Hang nach Westen und mündet nach wenigen Kilometern südlich von Capuchin in die Marceau Bay. Weiter nördlich an der Westküste gibt es nur noch kleinste Bäche. Im Quellgebiet schließt sich das Einzugsgebiet von Panchette Ravine und Taffia River an, südlich verläuft die kleine Anse Bell Ravine.